# Iisakkijärvi
Iisakkijärvi är en sjö i kommunen Enare i landskapet Lappland i Finland. Arean är 40 hektar och strandlinjen är 7,12 kilometer lång. Sjön  ingår i Neidenälvens huvudavrinningsområde.   Den ligger omkring 370 kilometer norr om Rovaniemi och omkring 1100 kilometer norr om Helsingfors. 